# Maniola anomala
Maniola anomala är en fjärilsart som beskrevs av Ruggero Verity 1910. Maniola anomala ingår i släktet Maniola och familjen praktfjärilar. Inga underarter finns listade i Catalogue of Life.